# Nunataki Proval'nye
Nunataki Proval'nye är en nunatak i Antarktis. Den ligger i Östantarktis. Australien gör anspråk på området. Toppen på Nunataki Proval'nye är 79 meter över havet.
Terrängen runt Nunataki Proval'nye är kuperad åt sydost, men åt nordväst är den platt. Trakten är obefolkad. Det finns inga samhällen i närheten.